# 阿倫·帕利克
阿倫·帕利克（英語：Aren B. Palik），密克羅尼西亞聯邦現任副總統，2022年開始任職，取代任上去世的前副總統尤斯沃·喬治。

## 生平
目前外界對阿倫的了解還不算多，他在成為副總統之前是一位密聯邦的國會議員。 2022年8月，時任副總統尤斯沃·喬治因感染新冠病毒去世，副總統一職暫時懸空。同年9月13日，阿倫宣誓成為密聯邦第9任副總統，暫定是完成喬治的任期，2023年5月11日獲連任。
1. ↑  https://fsmembassy.fm/22nd-congress-of-the-fsm-elects-the-honorable-aren-b-palik-as-the-9th-vice-president/